# Satsen om oändliga apor

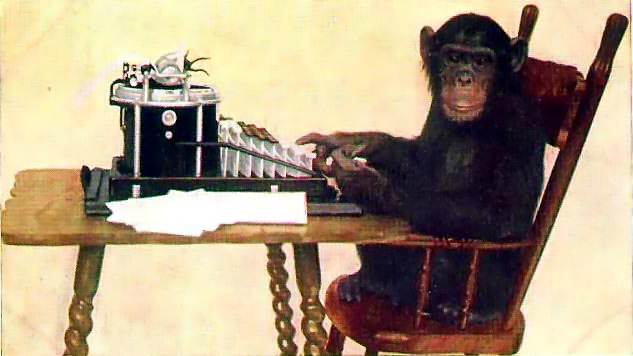
Enligt Kolmogorovs lag kommer en hypotetisk "daktylografisk apa" att skriva ut en komplett och korrekt kopia av en av Shakespeares pjäser, bara den får tillräckligt med tid.

Satsen om oändliga apor säger att en apa som slumpmässigt trycker på en skrivmaskins tangentbord i all evighet nästan säkerligen kommer att skriva ut vilken ändlig textsekvens som helst, exempelvis alla böcker i det franska nationalbiblioteket Bibliothèque nationale de France, inklusive alla William Shakespeares verk. Satsen är en förvanskning av en idé i en bok från 1909 om sannolikhetslära av Émile Borel i vilken begreppet "daktylografiska apor" myntades. Satsen exemplifierar Kolmogorovs sats, ofta kallad Kolmogorovs lag eller Kolmogorov's zero-one law. Egentligen illustrerar apan ett specialfall av lagen, vars generella formulering inte publicerades förrän 1933. Satsen kan generaliseras till att säga att om ett visst händelseförlopp kan inträffa i framtiden, åtminstone så länge det inte har inträffat, så kommer det nästan säkerligen till slut inträffa. Begreppet "nästan säkerligen" är viktigt i sammanhanget då det inte finns någon garanti för att ett visst händelseförlopp någonsin kommer inträffa om det aldrig har 100% sannolikhet att inträffa.

## Variationer
En populär variant av satsen använder oändligt många apor som skriver oändligt länge, och på så sätt producerar alla kända texter. Att kräva både oändligt många skrivmaskinister och oändlig tid är dock helt överflödigt, satsen blir lika giltig med bara den ena variabeln. En enda (odödlig) apa som gör oändligt många tangenttryckningar kommer förr eller senare (sannolikt senare) att skriva varje känd text – en oändlig mängd apor kommer å andra sidan att börja skriva varje känd text omedelbart. Varje sådan producerad textsträng av en odödlig daktylografisk apa innehåller någonstans i sig varje känd text.
Senare varianter av satsen har ersatt det franska nationalbiblioteket med någon annan textsamling, bland andra British Museum, Library of Congress, Shakespeares samlade verk eller Bibeln.
Litterärt har satsen möjligen sitt ursprung i Jonathan Swifts Gullivers resor (1782), där en professor vid Logados akademi försöker få sina studenter att producera listor över mänsklighetens vetande genom att låta dem manövrera en maskin (del tre, kapitel 5).

## Bevisskiss
Satsen är enkel att bevisa. För två statistiskt oberoende händelser – vilket betyder att den ena händelsen inte påverkar sannolikheten för den andra – är sannolikheten att bägge ska inträffa produkten av sannolikheten för var och en av de två. Om sannolikheten för regn en slumpmässig dag i Sydney är 0,3 och sannolikheten för jordbävning i San Francisco är 0,8, så är sannolikheten att bägge ska inträffa samma dag 0,3·0,8 = 0,24.
Antag nu att en skrivmaskin har 50 tangenter och att en apa "försöker" skriva ordet "banan" (det vill säga, vi vill veta sannolikheten att en apa lyckas producera ett verk bestående bara av bokstäverna "banan"). Med slumpmässigt valda bokstäver är sannolikheten att den första bokstaven ska vara b lika med 1/50, liksom sannolikheten att den andra bokstaven ska vara a, och så vidare. Eftersom sannolikheterna är oberoende av varandra så är sannolikheten att apan med sina första tangenttryckningar ska producera texten "banan" lika med:
(1/50) × (1/50) × (1/50) × (1/50) × (1/50) = (1/50)5.
Sannolikheten att varje block om fem tecken ska vara något annat än "banan" är 1 - 1/505. Eftersom varje tecken skrivs oberoende av alla andra så är sannolikheten att inte skriva "banan" i något av de n första blocken om 5 tecken lika med (1 - 1/505)n.
{\displaystyle X_{n}=\left(1-{\frac {1}{50^{5}}}\right)^{n}.}
För högre n blir detta tal allt mindre. Med n = 1 miljon är talet ungefär 99,68%, men för n = 200 miljoner närmar det sig 50% och för n = 2 miljarder närmar det sig en tiondels procent. Om vi dessutom tillåter att ordet "banan" får skrivas över blockgränser försvinner sannolikheten att inte få med ordet i strängen mycket snabbt. Samma resonemang håller för längre strängar.
Beviset visar också att oändligt många apor skulle skriva en given text lika fort som en skrivmaskinist förutsatt att de gjorde lika många tangenttryckningar per sekund. I detta fall är (1 - 1/505)n sannolikheten att ingen av n apor ska lyckas skriva "banan" som sina första tecken. Med 2 miljarder apor är sannolikheten redan mycket liten.

## Sannolikheter
Undantaget interpunktion, mellanslag och stora och små tecken, och om man antar en jämn fördelning av det engelskspråkiga alfabetets bokstäver i texten, har en apa en chans på 26 att lyckas skriva den första bokstaven i Hamlet. Chansen att skriva de två första är en på 676. Chansen sjunker exponentiellt, och för 20 tecken är den redan så liten som en på 2620 = 19 928 148 895 209 409 152 340 197 376, vilket är i samma storleksordning som sannolikheten att vinna högsta vinsten på Lotto fyra gånger i rad. Sannolikheten att skriva hela Hamlets text är så absurt liten att det matematiska uttrycket saknar mening för de flesta.
Det faktum att det trots allt finns en liten chans är nyckeln till förståelse av satsen. Kolmogorovs lag fastslår att en sådan oändlig serie av oberoende utfall alltid har en sannolikhet av 1 eller 0. Eftersom vi visat att sannolikheten inte är 0 måste den alltså i detta fall vara 1. Det faktum att en så otroligt osannolik händelse helt säkert kommer att inträffa givet förutsättningarna kan vara en god illustration av oändlighet.
Gian-Carlo Rota skrev (i en lärobok i sannolikhetslära, oavslutad vid hans död):
| ”                 | Om apan kunde skriva en bokstav var nanosekund skulle den förväntade väntetiden för apan att producera Hamlet vara så lång, att universums uppskattade ålder är obetydlig i jämförelse... detta är inte ett praktiskt sätt att författa teaterstycken. | „ |
| – Gian-Carlo Rota | |   |

Fysikern Arthur Eddington kommenterade:
| ”                                                                                         | If I let my fingers wander idly over the keys of a typewriter it might happen that my screed made an intelligible sentence. If an army of monkeys were strumming on typewriters they might write all the books in the British Museum. The chance of their doing so is decidedly more favourable than the chance of the molecules returning to one half of the vessel. | „ |
| – The Nature of the Physical World: The Gifford Lectures, Macmillan, New York 1929, s. 72 | |   |

Med andra ord, apsatsens styrka inom fysiken ligger inte i det faktum att aporna till slut kommer att producera något användbart eller begripligt, utan i att de i praktiken inte kommer att göra det. En fysisk process som är än mindre trolig än att aporna skulle lyckas är i praktiken uteslutbar; detta är den statistiska grunden för termodynamikens andra lag.

## Myter om satsens ursprung

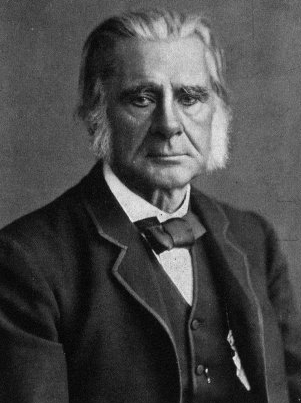
Thomas Henry Huxley

Att Borel skriver liknelsen med apor i huvudrollen har ibland hävdats härstamma från en debatt år 1860, där Thomas Henry Huxley skulle ha använt en liknande berättelse. Huxley debatterade i det sammanhanget med den anglikanska kyrkans biskop i Oxford, Samuel Wilberforce, vid ett möte hållet på British Association for the Advancement of Science i Oxford. Mötet hölls med anledning av att Charles Darwin publicerat Om arternas uppkomst ungefär sju månader tidigare, i november 1859; Wilberforce var vicepresident i samfundet. Inget protokoll från mötet finns bevarat, men varken samtida referat eller Huxleys senare korrespondens innehåller några omnämnanden av oändligt många apor eller skrivmaskiner. Antagligen är kopplingen till debatten en modern myt, och förklaras av att debatten faktiskt innehöll andra välkända referenser till apor – det var i detta sammanhang som Huxley (inte Darwin, som ofta berättas) fick frågan av biskopen om det var på sin fars eller sin mors sida han var släkt med aporna, varpå Huxley svarade att han hellre vore släkt med apor än med biskopen. Det är för övrigt högst otroligt att Huxley skulle ha använt en liknelse om skrivmaskiner; patent för sådana apparater beviljades förvisso så tidigt som 1714, men kommersiell produktion började inte förrän 1870 och en erfaren debattör som Huxley skulle inte låtit en poäng i ett argument bero på publikens kunskap om en apparat som bara ett fåtal hört talas om.

## Försöket omsatt i praktiken
"The Monkey Shakespeare Simulator" startad 2003 innehåller en java-applet som simulerar en "stor population" apor som skriver slumpmässigt. Hittills har en sekvens om fyra ord noterats (från Love's Labour Lost, "KING. Let fame, that wtIA..."). Simulationen är inte djupgående utan konstruerar resultaten utifrån sannolikhetsantaganden.
Forskare vid Paignton Zoo och Plymouths universitet rapporteras ha lämnat ett tangentbord i en bur med sex makaker under en månad. Det enda som faktiskt skrevs var ungefär fem sidor av bokstaven 'S', dessutom urinerade och exkrementerade aporna på tangentbordet.

## Litteratur och populärkultur

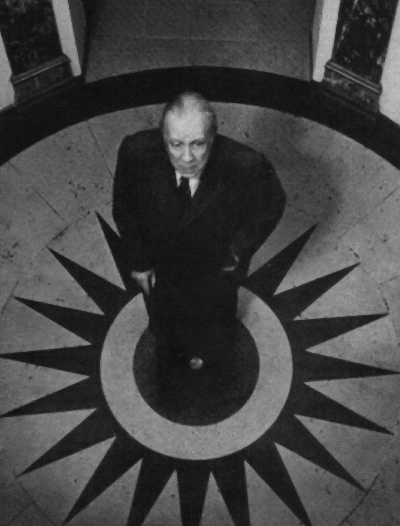
Jorge Luis Borges.